# فهرست فصل‌های باشگاه فوتبال آ.ث. میلان
آ.ث. میلان (به ایتالیایی: Associazione Calcio Milan) باشگاهی حرفه‌ای در زمینهٔ فوتبال است که در شهر میلان، ایالت لمباردی، کشور ایتالیا واقع است. این باشگاه در حال حاضر در لیگ دسته اول ایتالیا موسوم به سری آ به رقابت می‌پردازد.
در این مقاله فهرست فصل‌ها از زمان شروع سری آ به همراه بهترین گلزن و افتخارات کسب شده باشگاه قرار گرفته‌است.
میلان در طول دوران حیات خود از سال ۱۸۹۹ تاکنون جام‌ها و افتخارات گوناگونی را کسب کرده‌است و در حال حاضر از حیث کیفیت، پر جام‌ترین تیم جهان است.
این باشگاه ۱۸بار اسکودتو، ۵بار کوپا ایتالیا، ۵بار سوپرکوپا ایتالیانا(رکورددار)، ۷بار لیگ قهرمانان اروپا، ۲بار جام در جام اروپا و ۵بار سوپر جام اروپا(رکورددار) را فتح کرده‌است.

## تاریخچه
باشگاه میلان در سال ۱۸۹۹ تأسیس شد. در سال ۱۹۰۱ تنها ۲سال پس از تأسیس اولین قهرمانی خود را کسب کردند. در سال‌های ۱۹۰۶ و ۱۹۰۷ دو بار دیگر موفق شدند که اسکودتو را فتح کنند. اما پس از این و تا فصل ۱۹۵۰–۵۱ در کسب عنوان قهرمانی ناکام بودند.
اولین حضور میلان در رقابت‌های اروپایی مربوط به فصل ۵۶–۱۹۵۵ است. ۷ سال بعد یعنی در تاریخ ۲۲ مه ۱۹۶۳ موفق شدند برای اولین بار قهرمان اروپا شوند. در ادامه دهه ۶۰ روند موفقیت‌های میلان ادامه یافت و در سال ۱۹۶۷ برای نخستین بار فاتح کوپا ایتالیا شدند. یکسال بعد جام در جام اروپا را فتح کردند و در ادامه برای دومین بار جام باشگاه‌های اروپا را از آن خودشان کردند. در آخرین روزهای دهه ۶۰ جام بین قاره‌ای را تصاحب کردند تا کلکسیون افتخاراتشان را کامل‌تر کنند.
در فصل ۸۰–۱۹۷۹ میلان برای نخستین بار به دسته پایین‌تر سقوط کرد. علت این امر دخالت سران میلان در تعیین نتایج بود.
اواخر دهه هشتاد زمان اوج‌گیری مجدد میلان بود. این تیم ایتالیایی به رهبری آریگو ساکی دو بار پیاپی فاتح اروپا شد. در سال‌های آغازین دهه ۹۰ میلان قدرت بلامنازع اروپا بود. در فصل ۹۴–۱۹۹۳ موفق شدند برای نخستین بار در تاریخ سری آ فصل را بدون شکست به پایان ببرند و رکورد ۵۸ بازی بدون شکست را برجای بگذارند. در فصل ۹۴–۱۹۹۳ برای نخستین بار لیگ قهرمانان اروپا و سری آ را به‌طور توامان فتح کردند.
بعد از کسب جام باشگاه‌های جهان در سال ۲۰۰۷ میلان (بهمراه بوکا جونیورز) تبدیل به پر جام‌ترین باشگاه فوتبال جهان شد.

## کلیدها
| کلید برای رکوردهای لیگ: - ب = بازی پایان یافته - پ = پیروزی - م = مساوی - ش = شکست - گ‌خ = گل خورده - گ‌ز = گل زده - امتیاز = امتیازات - جایگاه = جایگاه نهایی | کلید برای دسته‌ها: - سری آ = سری آ - سری بی = سری بی - دسته N = دسته ملی | کلید برای دورهای مسابقات: - گروهی = مرحله گروهی - R1 = دور اول - R2 = دور دوم - R32 = یک‌شانزدهم نهایی | - R16 = یک‌هشتم نهایی - QF = یک‌چهارم نهایی - SF = نیمه نهایی - RU = نائب قهرمان - W = قهرمان |

| قهرمان | نائب قهرمان | صعود کرده | سقوط کرده |

اطلاعات باشگاه از زمان راه‌اندازی سری آ لحاظ شده‌اند.
گلزنان برتر پررنگ بازیکنانی هستند که هم‌زمان آقای گل لیگ شده‌اند.

## فصل‌ها
| ۱۹۲۹–۳۰                                                                   | سری آ       | ۳۴          | ۱۱          | ۱۰          | ۱۳          | ۵۲          | ۴۸          | ۳۲          | یازدهم      |           |                         |         | جوزپه سنت‌آگوستینو             | ۱۲       |
| ۱۹۳۰–۳۱                                                                   | سری آ       | ۳۴          | ۱۲          | ۷           | ۱۵          | ۴۸          | ۵۳          | ۳۱          | دوازدهم     |           |                         |         | جوزپه سنت‌آگوستینو             | ۱۱       |
| ۱۹۳۱–۳۲                                                                   | سری آ       | ۳۴          | ۱۵          | ۹           | ۱۰          | ۵۷          | ۴۰          | ۳۹          | چهارم       |           |                         |         | پیترو پاستوره                 | ۱۳       |
| ۳۳–۱۹۳۲                                                                   | سری آ       | ۳۴          | ۱۱          | ۱۰          | ۱۳          | ۵۷          | ۶۲          | ۳۲          | یازدهم      |           |                         |         | ماریو رومانی                  | ۱۹       |
| ۳۴–۱۹۳۳                                                                   | سری آ       | ۳۴          | ۱۲          | ۹           | ۱۳          | ۵۰          | ۴۹          | ۳۳          | نهم         |           |                         |         | پیترو آرکاری                  | ۱۶       |
| ۳۵–۱۹۳۴                                                                   | سری آ       | ۳۰          | ۸           | ۱۱          | ۱۱          | ۳۶          | ۳۸          | ۲۷          | دهم         |           |                         |         | جیووانی مورتی                 | ۱۰       |
| ۳۶–۱۹۳۵                                                                   | سری آ       | ۳۰          | ۱۰          | ۸           | ۱۲          | ۴۰          | ۴۱          | ۲۸          | هشتم        | SF        |                         |         | پیترو آرکاری جیووانی مورتی    | ۱۱       |
| ۳۷–۱۹۳۶                                                                   | سری آ       | ۳۰          | ۱۳          | ۱۰          | ۷           | ۳۹          | ۲۹          | ۳۶          | چهارم       | SF        |                         |         | آلدو بوفی                     | ۱۵       |
| ۳۸–۱۹۳۷                                                                   | سری آ       | ۳۰          | ۱۳          | ۱۲          | ۵           | ۴۳          | ۲۷          | ۳۸          | سوم         | SF        | جام میتروپا             | R16     | آلدو بوفی                     | ۱۸       |
| ۳۹–۱۹۳۸                                                                   | سری آ       | ۳۰          | ۱۰          | ۸           | ۱۲          | ۴۳          | ۳۶          | ۲۸          | نهم         | SF        |                         |         | آلدو بوفی[D]                  | ۲۱[E]    |
| ۴۰–۱۹۳۹                                                                   | سری آ       | ۳۰          | ۱۰          | ۸           | ۱۲          | ۴۶          | ۳۸          | ۲۸          | هشتم        | R16       |                         |         | آلدو بوفی                     | ۲۴[F]    |
| ۴۱–۱۹۴۰                                                                   | سری آ       | ۳۰          | ۱۲          | ۱۰          | ۸           | ۵۵          | ۳۴          | ۳۴          | سوم         | R16       |                         |         | آلدو بوفی                     | ۱۸       |
| ۴۲–۱۹۴۱                                                                   | سری آ       | ۳۰          | ۱۰          | ۷           | ۱۳          | ۵۳          | ۵۳          | ۲۷          | دهم         | RU        |                         |         | آلدو بوفی                     | ۲۸[G]    |
| ۴۳–۱۹۴۲                                                                   | سری آ       | ۳۰          | ۱۰          | ۹           | ۱۱          | ۳۹          | ۴۴          | ۲۹          | ششم         | QF        |                         |         | جینو کاپلو                    | ۱۰       |
| ۱۹۴۳–۴۴                                                                   | برگزار نشد. | برگزار نشد. | برگزار نشد. | برگزار نشد. | برگزار نشد. | برگزار نشد. | برگزار نشد. | برگزار نشد. | برگزار نشد. |           | کامپیوناتو آلتا ایتالیا | منطقه‌ای | والتر دل مدیکو رومانو پنتزو   | ۵        |
| بخاطر جنگ جهانی دوم، هیچ رقابت فوتبالی بین سال‌های ۱۹۴۴ و ۱۹۴۵ برگزار نشد. |             |             |             |             |             |             |             |             |             |           |                         |         |                               |          |
| ۴۶–۱۹۴۵                                                                   | منطقه‌ای     | ۲۶          | ۱۲          | ۶           | ۸           | ۳۸          | ۳۶          | ۳۰          | چهارم[H]    |           |                         |         | هکتور پوریچلی                 | ۱۷       |
| ۴۶–۱۹۴۵                                                                   | دسته N      | ۱۴          | ۷           | ۲           | ۵           | ۲۵          | ۱۶          | ۱۶          | سوم         |           |                         |         | هکتور پوریچلی                 | ۱۷       |
| ۴۷–۱۹۴۶                                                                   | سری آ       | ۳۸          | ۱۹          | ۱۲          | ۷           | ۷۵          | ۵۲          | ۵۰          | چهارم       |           |                         |         | هکتور پوریچلی                 | ۲۱       |
| ۴۸–۱۹۴۷                                                                   | سری آ       | ۴۰          | ۲۱          | ۷           | ۱۲          | ۷۶          | ۴۸          | ۴۹          | دوم         |           |                         |         | هکتور پوریچلی                 | ۱۷       |
| ۴۹–۱۹۴۸                                                                   | سری آ       | ۳۸          | ۲۱          | ۸           | ۹           | ۸۳          | ۵۲          | ۵۰          | سوم         |           |                         |         | ریکاردو کاراپلس               | ۱۸       |
| ۵۰–۱۹۴۹                                                                   | سری آ       | ۳۸          | ۲۷          | ۳           | ۸           | ۱۱۸         | ۴۵          | ۵۷          | دوم         |           |                         |         | گونار نوردال                  | ۳۵       |
| ۵۱–۱۹۵۰                                                                   | سری آ       | ۳۸          | ۲۶          | ۸           | ۴           | ۱۰۷         | ۳۹          | ۶۰          | اول         |           | جام لاتین               | W       | گونار نوردال                  | ۳۸[I]    |
| ۵۲–۱۹۵۱                                                                   | سری آ       | ۳۸          | ۲۰          | ۱۳          | ۵           | ۸۷          | ۴۱          | ۵۳          | دوم         |           |                         |         | گونار نوردال                  | ۲۶       |
| ۵۳–۱۹۵۲                                                                   | سری آ       | ۳۴          | ۱۷          | ۹           | ۸           | ۶۴          | ۳۴          | ۴۳          | سوم         |           | جام لاتین               | RU      | گونار نوردال                  | ۲۸[J]    |
| ۵۴–۱۹۵۳                                                                   | سری آ       | ۳۴          | ۱۷          | ۱۰          | ۷           | ۶۶          | ۳۹          | ۴۴          | سوم         |           |                         |         | گونار نوردال                  | ۲۳       |
| ۵۵–۱۹۵۴                                                                   | سری آ       | ۳۴          | ۱۹          | ۱۰          | ۵           | ۸۱          | ۳۵          | ۴۸          | اول         |           | جام لاتین               | سوم     | گونار نوردال                  | ۲۷[J]    |
| ۵۶–۱۹۵۵                                                                   | سری آ       | ۳۴          | ۱۶          | ۹           | ۹           | ۷۰          | ۴۸          | ۴۱          | دوم         |           | جام باشگاه‌های اروپا     | SF      | گونار نوردال                  | ۲۷       |
| ۵۶–۱۹۵۵                                                                   | سری آ       | ۳۴          | ۱۶          | ۹           | ۹           | ۷۰          | ۴۸          | ۴۱          | دوم         | جام لاتین | W                       |         | گونار نوردال                  | ۲۷       |
| ۵۷–۱۹۵۶                                                                   | سری آ       | ۳۴          | ۲۱          | ۶           | ۷           | ۶۵          | ۴۰          | ۴۸          | اول         |           | جام لاتین               | سوم     | جاستونه بیان                  | ۱۷       |
| ۵۸–۱۹۵۷                                                                   | سری آ       | ۳۴          | ۹           | ۱۴          | ۱۱          | ۶۱          | ۴۷          | ۳۲          | نهم         | QF[K]     | جام باشگاه‌های اروپا     | RU      | کارلو گالی                    | ۲۰       |
| ۵۹–۱۹۵۸                                                                   | سری آ       | ۳۴          | ۲۰          | ۱۲          | ۲           | ۸۴          | ۳۲          | ۵۲          | اول         | R16       | جام دوستی [L]           | n/a     | خوزه آلتافینی                 | ۳۲       |
| ۶۰–۱۹۵۹                                                                   | سری آ       | ۳۴          | ۱۷          | ۱۰          | ۷           | ۵۶          | ۳۷          | ۴۴          | سوم         | R2        | جام باشگاه‌های اروپا     | R16     | خوزه آلتافینی                 | ۲۸       |
| ۶۰–۱۹۵۹                                                                   | سری آ       | ۳۴          | ۱۷          | ۱۰          | ۷           | ۵۶          | ۳۷          | ۴۴          | سوم         | R2        | جام دوستی [L]           | n/a     | خوزه آلتافینی                 | ۲۸       |
| ۶۱–۱۹۶۰                                                                   | سری آ       | ۳۴          | ۱۸          | ۹           | ۷           | ۶۵          | ۳۹          | ۴۵          | دوم         | R16       | جام دوستی [L]           | n/a     | خوزه آلتافینی                 | ۲۶       |
| ۶۲–۱۹۶۱                                                                   | سری آ       | ۳۴          | ۲۴          | ۵           | ۵           | ۸۳          | ۳۶          | ۵۳          | اول         | R32       | فیر کاپ                 | R1      | خوزه آلتافینی[M]              | ۲۲       |
| ۶۲–۱۹۶۱                                                                   | سری آ       | ۳۴          | ۲۴          | ۵           | ۵           | ۸۳          | ۳۶          | ۵۳          | اول         | R32       | جام دوستی               | SF      | خوزه آلتافینی[M]              | ۲۲       |
| ۶۳–۱۹۶۲                                                                   | سری آ       | ۳۴          | ۱۵          | ۱۳          | ۶           | ۵۳          | ۲۷          | ۴۳          | سوم         | R16       | جام باشگاه‌های اروپا     | W       | خوزه آلتافینی                 | ۳۱       |
| ۶۳–۱۹۶۲                                                                   | سری آ       | ۳۴          | ۱۵          | ۱۳          | ۶           | ۵۳          | ۲۷          | ۴۳          | سوم         | R16       | جام دوستی               | RU      | خوزه آلتافینی                 | ۳۱       |
| ۱۹۶۳–۶۴                                                                   | سری آ       | ۳۴          | ۲۱          | ۹           | ۴           | ۵۸          | ۲۸          | ۵۱          | سوم         | QF        | جام باشگاه‌های اروپا     | QF      | خوزه آلتافینی                 | ۱۸       |
| ۱۹۶۳–۶۴                                                                   | سری آ       | ۳۴          | ۲۱          | ۹           | ۴           | ۵۸          | ۲۸          | ۵۱          | سوم         | QF        | جام بین قاره‌ای          | RU      | خوزه آلتافینی                 | ۱۸       |
| ۶۵–۱۹۶۴                                                                   | سری آ       | ۳۴          | ۲۱          | ۹           | ۴           | ۵۲          | ۲۳          | ۵۱          | دوم         | R1        | فیر کاپ                 | R1      | آماریلدو                      | ۱۵       |
| ۶۶–۱۹۶۵                                                                   | سری آ       | ۳۴          | ۱۳          | ۱۲          | ۹           | ۴۳          | ۴۴          | ۳۸          | هفتم        | QF        | فیر کاپ                 | R16     | آنجلو سورمانی                 | ۲۴       |
| ۶۷–۱۹۶۶                                                                   | سری آ       | ۳۴          | ۱۱          | ۱۵          | ۸           | ۳۶          | ۳۲          | ۳۷          | هشتم        | W         | جام میتروپا             | R16     | جیانی ریورا                   | ۱۹       |
| ۶۷–۱۹۶۶                                                                   | سری آ       | ۳۴          | ۱۱          | ۱۵          | ۸           | ۳۶          | ۳۲          | ۳۷          | هشتم        | W         | جام دل آلپی             | ششم     | جیانی ریورا                   | ۱۹       |
| ۶۸–۱۹۶۷                                                                   | سری آ       | ۳۰          | ۱۸          | ۱۰          | ۲           | ۵۳          | ۲۴          | ۴۶          | اول         | RU        | جام در جام اروپا        | W       | پیرینو پراتی                  | ۲۲[N]    |
| ۶۹–۱۹۶۸                                                                   | سری آ       | ۳۰          | ۱۴          | ۱۳          | ۳           | ۳۱          | ۱۲          | ۴۱          | سوم         | QF        | جام باشگاه‌های اروپا     | W       | پیرینو پراتی                  | ۲۱       |
| ۷۰–۱۹۶۹                                                                   | سری آ       | ۳۰          | ۱۳          | ۱۰          | ۷           | ۳۸          | ۲۴          | ۳۶          | چهارم       | Grp       | جام باشگاه‌های اروپا     | R16     | پیرینو پراتی                  | ۱۷       |
| ۷۰–۱۹۶۹                                                                   | سری آ       | ۳۰          | ۱۳          | ۱۰          | ۷           | ۳۸          | ۲۴          | ۳۶          | چهارم       | Grp       | جام بین قاره‌ای          | W       | پیرینو پراتی                  | ۱۷       |
| ۷۱–۱۹۷۰                                                                   | سری آ       | ۳۰          | ۱۵          | ۱۲          | ۳           | ۵۴          | ۲۶          | ۴۲          | دوم         | RU        |                         |         | پیرینو پراتی                  | ۲۲       |
| ۷۲–۱۹۷۱                                                                   | سری آ       | ۳۰          | ۱۶          | ۱۰          | ۴           | ۳۶          | ۱۷          | ۴۲          | دوم         | W         | جام یوفا                | SF      | آلبرتو بیگون                  | ۱۹       |
| ۷۳–۱۹۷۲                                                                   | سری آ       | ۳۰          | ۱۸          | ۸           | ۴           | ۶۵          | ۳۳          | ۴۴          | دوم         | W         | جام در جام اروپا        | W       | لوچانو کیاروجی جیانی ریورا[O] | ۲۲ ۲۰[P] |
| ۷۴–۱۹۷۳                                                                   | سری آ       | ۳۰          | ۱۱          | ۸           | ۱۱          | ۳۴          | ۳۶          | ۳۰          | هفتم        | Grp       | جام در جام اروپا        | RU      | لوچانو کیاروجی                | ۱۷       |
| ۷۴–۱۹۷۳                                                                   | سری آ       | ۳۰          | ۱۱          | ۸           | ۱۱          | ۳۴          | ۳۶          | ۳۰          | هفتم        | Grp       | سوپر جام اروپا          | RU      | لوچانو کیاروجی                | ۱۷       |
| ۷۵–۱۹۷۴                                                                   | سری آ       | ۳۰          | ۱۲          | ۱۲          | ۶           | ۳۷          | ۲۲          | ۳۶          | پنجم        | RU        |                         |         | اگیدیو کالونی                 | ۱۷       |
| ۷۶–۱۹۷۵                                                                   | سری آ       | ۳۰          | ۱۸          | ۸           | ۷           | ۴۲          | ۲۸          | ۳۸          | سوم         | Grp       | جام یوفا                | QF      | اگیدیو کالونی                 | ۱۹       |
| ۷۷–۱۹۷۶                                                                   | سری آ       | ۳۰          | ۵           | ۱۷          | ۸           | ۳۷          | ۳۰          | ۳۳          | دهم         | W         | جام یوفا                | R16     | اگیدیو کالونی                 | ۱۵       |
| ۷۸–۱۹۷۷                                                                   | سری آ       | ۳۰          | ۱۲          | ۱۳          | ۵           | ۳۸          | ۲۵          | ۳۷          | چهارم       | Grp       | جام در جام اروپا        | R1      | آلدو مالدرا                   | ۸        |
| ۷۹–۱۹۷۸                                                                   | سری آ       | ۳۰          | ۱۷          | ۱۰          | ۳           | ۴۶          | ۱۹          | ۴۴          | اول         | Grp       | جام یوفا                | R16     | آلبرتو بیگون                  | ۱۷       |
| ۸۰–۱۹۷۹                                                                   | سری آ       | ۳۰          | ۱۴          | ۸           | ۸           | ۳۴          | ۱۹          | ۳۶          | سوم[Q]      | QF        | جام باشگاه‌های اروپا     | R1      | استفانو کیودی                 | ۱۱       |
| ۸۱–۱۹۸۰                                                                   | سری بی      | ۳۸          | ۱۸          | ۱۴          | ۶           | ۴۹          | ۲۹          | ۵۰          | اول         | Grp       |                         |         | روبرتو آنتونلی                | ۱۵       |
| ۸۲–۱۹۸۱                                                                   | سری آ       | ۳۰          | ۷           | ۱۰          | ۱۳          | ۲۱          | ۳۱          | ۲۴          | چهاردهم     | Grp       | جام میتروپا             | W       | روبرتو آنتونلی جو جردن        | ۶        |
| ۸۳–۱۹۸۲                                                                   | سری بی      | ۳۸          | ۱۹          | ۱۶          | ۳           | ۷۷          | ۳۶          | ۵۴          | اول         | QF        |                         |         | جو جردن آلدو سرنا             | ۱۴       |
| ۸۴–۱۹۸۳                                                                   | سری آ       | ۳۰          | ۱۰          | ۱۲          | ۸           | ۳۷          | ۴۰          | ۳۲          | ششم         | QF        |                         |         | اسکار دامیانی                 | ۱۱       |
| ۸۵–۱۹۸۴                                                                   | سری آ       | ۳۰          | ۱۲          | ۱۲          | ۶           | ۳۱          | ۲۵          | ۳۶          | پنجم        | RU        |                         |         | پیترو پائولو ویردیس           | ۱۳       |
| ۸۶–۱۹۸۵                                                                   | سری آ       | ۳۰          | ۱۰          | ۱۱          | ۹           | ۲۶          | ۲۴          | ۳۱          | هفتم        | R16       | جام یوفا                | R16     | پیترو پائولو ویردیس           | ۱۶       |
| ۸۶–۱۹۸۵                                                                   | سری آ       | ۳۰          | ۱۰          | ۱۱          | ۹           | ۲۶          | ۲۴          | ۳۱          | هفتم        | R16       | تورنئو استیوو           | Grp     | پیترو پائولو ویردیس           | ۱۶       |
| ۸۷–۱۹۸۶                                                                   | سری آ       | ۳۰          | ۱۳          | ۹           | ۸           | ۳۱          | ۲۱          | ۳۱          | پنجم[R]     | R16       |                         |         | پیترو پائولو ویردیس           | ۱۸[P]    |
| ۸۸–۱۹۸۷                                                                   | سری آ       | ۳۰          | ۱۷          | ۱۱          | ۲           | ۴۳          | ۱۴          | ۴۵          | اول         | R16       | جام یوفا                | R2      | پیترو پائولو ویردیس           | ۱۵       |
| ۸۹–۱۹۸۸                                                                   | سری آ       | ۳۴          | ۱۶          | ۱۴          | ۴           | ۶۱          | ۲۵          | ۴۶          | سوم         | Grp       | جام باشگاه‌های اروپا     | W       | مارکو فان باستن               | ۳۲       |
| ۸۹–۱۹۸۸                                                                   | سری آ       | ۳۴          | ۱۶          | ۱۴          | ۴           | ۶۱          | ۲۵          | ۴۶          | سوم         | Grp       | سوپرکوپا ایتالیانا      | W       | مارکو فان باستن               | ۳۲       |
| ۹۰–۱۹۸۹                                                                   | سری آ       | ۳۴          | ۲۲          | ۵           | ۷           | ۵۶          | ۲۷          | ۴۹          | دوم         | RU        | جام باشگاه‌های اروپا     | W       | مارکو فان باستن               | ۲۴[E]    |
| ۹۰–۱۹۸۹                                                                   | سری آ       | ۳۴          | ۲۲          | ۵           | ۷           | ۵۶          | ۲۷          | ۴۹          | دوم         | RU        | سوپر جام اروپا          | W       | مارکو فان باستن               | ۲۴[E]    |
| ۹۰–۱۹۸۹                                                                   | سری آ       | ۳۴          | ۲۲          | ۵           | ۷           | ۵۶          | ۲۷          | ۴۹          | دوم         | RU        | جام بین قاره‌ای          | W       | مارکو فان باستن               | ۲۴[E]    |
| ۹۱–۱۹۹۰                                                                   | سری آ       | ۳۴          | ۱۸          | ۱۰          | ۶           | ۴۶          | ۱۹          | ۴۶          | دوم         | SF        | جام باشگاه‌های اروپا     | QF      | مارکو فان باستن               | ۱۱       |
| ۹۱–۱۹۹۰                                                                   | سری آ       | ۳۴          | ۱۸          | ۱۰          | ۶           | ۴۶          | ۱۹          | ۴۶          | دوم         | SF        | سوپر جام اروپا          | W       | مارکو فان باستن               | ۱۱       |
| ۹۱–۱۹۹۰                                                                   | سری آ       | ۳۴          | ۱۸          | ۱۰          | ۶           | ۴۶          | ۱۹          | ۴۶          | دوم         | SF        | جام بین قاره‌ای          | W       | مارکو فان باستن               | ۱۱       |
| ۹۲–۱۹۹۱                                                                   | سری آ       | ۳۴          | ۲۲          | ۱۲          | ۰           | ۷۴          | ۲۱          | ۵۶          | اول         | SF        | محروم [T]               |         | مارکو فان باستن               | ۲۹[U]    |
| ۹۳–۱۹۹۲                                                                   | سری آ       | ۳۴          | ۱۸          | ۱۴          | ۲           | ۶۵          | ۳۲          | ۵۰          | اول         | SF        | لیگ قهرمانان اروپا      | RU      | ژان پیر پاپن مارکو فان باستن  | ۲۰       |
| ۹۳–۱۹۹۲                                                                   | سری آ       | ۳۴          | ۱۸          | ۱۴          | ۲           | ۶۵          | ۳۲          | ۵۰          | اول         | SF        | سوپرکوپا ایتالیانا      | W       | ژان پیر پاپن مارکو فان باستن  | ۲۰       |
| ۹۴–۱۹۹۳                                                                   | سری آ       | ۳۴          | ۱۹          | ۱۲          | ۳           | ۳۶          | ۱۵          | ۵۰          | اول         | R16       | لیگ قهرمانان اروپا      | W       | دنیله ماسارو                  | ۱۶       |
| ۹۴–۱۹۹۳                                                                   | سری آ       | ۳۴          | ۱۹          | ۱۲          | ۳           | ۳۶          | ۱۵          | ۵۰          | اول         | R16       | سوپر جام اروپا          | RU      | دنیله ماسارو                  | ۱۶       |
| ۹۴–۱۹۹۳                                                                   | سری آ       | ۳۴          | ۱۹          | ۱۲          | ۳           | ۳۶          | ۱۵          | ۵۰          | اول         | R16       | جام بین قاره‌ای          | RU      | دنیله ماسارو                  | ۱۶       |
| ۹۴–۱۹۹۳                                                                   | سری آ       | ۳۴          | ۱۹          | ۱۲          | ۳           | ۳۶          | ۱۵          | ۵۰          | اول         | R16       | سوپرکوپا ایتالیانا      | W       | دنیله ماسارو                  | ۱۶       |
| ۹۵–۱۹۹۴                                                                   | سری آ       | ۳۴          | ۱۷          | ۹           | ۸           | ۵۳          | ۳۲          | ۶۰          | چهارم       | R16       | لیگ قهرمانان اروپا      | W       | مارکو سیمونه                  | ۲۱       |
| ۹۵–۱۹۹۴                                                                   | سری آ       | ۳۴          | ۱۷          | ۹           | ۸           | ۵۳          | ۳۲          | ۶۰          | چهارم       | R16       | سوپر جام اروپا          | W       | مارکو سیمونه                  | ۲۱       |
| ۹۵–۱۹۹۴                                                                   | سری آ       | ۳۴          | ۱۷          | ۹           | ۸           | ۵۳          | ۳۲          | ۶۰          | چهارم       | R16       | جام بین قاره‌ای          | RU      | مارکو سیمونه                  | ۲۱       |
| ۹۵–۱۹۹۴                                                                   | سری آ       | ۳۴          | ۱۷          | ۹           | ۸           | ۵۳          | ۳۲          | ۶۰          | چهارم       | R16       | سوپرکوپا ایتالیانا      | W       | مارکو سیمونه                  | ۲۱       |
| ۹۶–۱۹۹۵                                                                   | سری آ       | ۳۴          | ۲۱          | ۱۰          | ۳           | ۶۰          | ۲۴          | ۷۳          | اول         | QF        | جام یوفا                | QF      | ژرژ وه‌آ                       | ۱۵       |
| ۹۷–۱۹۹۶                                                                   | سری آ       | ۳۴          | ۱۱          | ۱۰          | ۱۳          | ۴۳          | ۴۵          | ۴۳          | یازدهم      | QF        | لیگ قهرمانان اروپا      | Grp     | ژرژ وه‌آ                       | ۱۶       |
| ۹۷–۱۹۹۶                                                                   | سری آ       | ۳۴          | ۱۱          | ۱۰          | ۱۳          | ۴۳          | ۴۵          | ۴۳          | یازدهم      | QF        | سوپرکوپا ایتالیانا      | RU      | ژرژ وه‌آ                       | ۱۶       |
| ۹۸–۱۹۹۷                                                                   | سری آ       | ۳۴          | ۱۱          | ۱۱          | ۱۲          | ۳۷          | ۴۳          | ۴۴          | دهم         | RU        |                         |         | ژرژ وه‌آ                       | ۱۳       |
| ۹۹–۱۹۹۸                                                                   | سری آ       | ۳۴          | ۲۰          | ۱۰          | ۴           | ۵۹          | ۳۴          | ۷۰          | اول         | R16       |                         |         | الیور بیرهوف                  | ۲۲       |
| ۱۹۹۹–۲۰۰۰                                                                 | سری آ       | ۳۴          | ۱۶          | ۱۳          | ۵           | ۶۵          | ۴۰          | ۶۱          | سوم         | QF        | لیگ قهرمانان اروپا      | Grp     | آندری شوچنکو                  | ۲۹[F]    |
| ۱۹۹۹–۲۰۰۰                                                                 | سری آ       | ۳۴          | ۱۶          | ۱۳          | ۵           | ۶۵          | ۴۰          | ۶۱          | سوم         | QF        | سوپرکوپا ایتالیانا      | RU      | آندری شوچنکو                  | ۲۹[F]    |
| ۰۱–۲۰۰۰                                                                   | سری آ       | ۳۴          | ۱۲          | ۱۳          | ۹           | ۵۶          | ۴۶          | ۴۹          | ششم         | SF        | لیگ قهرمانان اروپا      | Grp     | آندری شوچنکو                  | ۳۴       |
| ۰۲–۲۰۰۱                                                                   | سری آ       | ۳۴          | ۱۴          | ۱۳          | ۷           | ۴۷          | ۳۳          | ۵۵          | چهارم       | SF        | جام یوفا                | SF      | آندری شوچنکو                  | ۱۷       |
| ۰۳–۲۰۰۲                                                                   | سری آ       | ۳۴          | ۱۸          | ۷           | ۹           | ۵۵          | ۳۰          | ۶۱          | سوم         | W         | لیگ قهرمانان اروپا      | W       | فیلیپو اینزاگی                | ۳۰       |
| ۰۴–۲۰۰۳                                                                   | سری آ       | ۳۴          | ۲۵          | ۷           | ۲           | ۶۵          | ۲۴          | ۸۲          | اول         | SF        | لیگ قهرمانان اروپا      | QF      | آندری شوچنکو                  | ۲۹[F]    |
| ۰۴–۲۰۰۳                                                                   | سری آ       | ۳۴          | ۲۵          | ۷           | ۲           | ۶۵          | ۲۴          | ۸۲          | اول         | SF        | سوپر جام اروپا          | W       | آندری شوچنکو                  | ۲۹[F]    |
| ۰۴–۲۰۰۳                                                                   | سری آ       | ۳۴          | ۲۵          | ۷           | ۲           | ۶۵          | ۲۴          | ۸۲          | اول         | SF        | جام بین قاره‌ای          | RU      | آندری شوچنکو                  | ۲۹[F]    |
| ۰۴–۲۰۰۳                                                                   | سری آ       | ۳۴          | ۲۵          | ۷           | ۲           | ۶۵          | ۲۴          | ۸۲          | اول         | SF        | سوپرکوپا ایتالیانا      | W       | آندری شوچنکو                  | ۲۹[F]    |
| ۰۵–۲۰۰۴                                                                   | سری آ       | ۳۸          | ۲۳          | ۱۰          | ۵           | ۶۳          | ۲۸          | ۷۹          | دوم         | QF        | لیگ قهرمانان اروپا      | RU      | آندری شوچنکو                  | ۲۶       |
| ۰۵–۲۰۰۴                                                                   | سری آ       | ۳۸          | ۲۳          | ۱۰          | ۵           | ۶۳          | ۲۸          | ۷۹          | دوم         | QF        | سوپرکوپا ایتالیانا      | W       | آندری شوچنکو                  | ۲۶       |
| ۰۶–۲۰۰۵                                                                   | سری آ       | ۳۸          | ۲۸          | ۴           | ۶           | ۸۵          | ۳۱          | ۵۸[U]       | سوم         | QF        | لیگ قهرمانان اروپا      | SF      | آندری شوچنکو                  | ۲۸       |
| ۰۷–۲۰۰۶                                                                   | سری آ       | ۳۸          | ۱۹          | ۱۲          | ۷           | ۵۷          | ۳۶          | ۶۱[U]       | چهارم       | SF        | لیگ قهرمانان اروپا      | W       | کاکا                          | ۱۸       |
| ۰۸–۲۰۰۷                                                                   | سری آ       | ۳۸          | ۱۸          | ۱۰          | ۱۰          | ۶۶          | ۳۸          | ۶۴          | پنجم        | R16       | لیگ قهرمانان اروپا      | R16     | کاکا                          | ۱۹       |
| ۰۸–۲۰۰۷                                                                   | سری آ       | ۳۸          | ۱۸          | ۱۰          | ۱۰          | ۶۶          | ۳۸          | ۶۴          | پنجم        | R16       | سوپر جام اروپا          | W       | کاکا                          | ۱۹       |
| ۰۸–۲۰۰۷                                                                   | سری آ       | ۳۸          | ۱۸          | ۱۰          | ۱۰          | ۶۶          | ۳۸          | ۶۴          | پنجم        | R16       | جام باشگاه‌های جهان      | W       | کاکا                          | ۱۹       |
| ۰۹–۲۰۰۸                                                                   | سری آ       | ۳۸          | ۲۲          | ۸           | ۸           | ۷۰          | ۳۵          | ۷۴          | سوم         | R16       | لیگ قهرمانان اروپا      | R32     | الکساندر پاتو                 | ۱۷       |
| ۲۰۰۹–۱۰                                                                   | سری آ       | ۳۸          | ۲۰          | ۱۰          | ۸           | ۶۰          | ۳۹          | ۷۰          | سوم         | QF        | لیگ قهرمانان اروپا      | R16     | مارکو بوریلو رونالدینیو       | ۱۵       |
| ۲۰۱۰–۱۱                                                                   | سری آ       | ۳۸          | ۲۴          | ۱۰          | ۴           | ۶۵          | ۲۴          | ۸۲          | اول         | SF        | لیگ قهرمانان اروپا      | R16     | زلاتان ابراهیمویچ             | ۲۱       |
| ۲۰۱۱–۱۲                                                                   | سری آ       | ۳۸          | ۲۴          | ۸           | ۶           | ۷۴          | ۳۳          | ۸۰          | دوم         | ن/ن       | لیگ قهرمانان اروپا      | QF      | زلاتان ابراهیمویچ             | ۳۵[V]    |
| ۲۰۱۱–۱۲                                                                   | سری آ       | ۳۸          | ۲۴          | ۸           | ۶           | ۷۴          | ۳۳          | ۸۰          | دوم         | ن/ن       | سوپرکوپا ایتالیانا      | W       | زلاتان ابراهیمویچ             | ۳۵[V]    |
| ۲۰۱۲–۱۳                                                                   | سری آ       | ۳۸          | ۲۱          | ۹           | ۸           | ۶۷          | ۳۹          | ۷۲          | سوم         | QF        | لیگ قهرمانان اروپا      | R16     | استفان الشعراوی               | ۱۹       |